# Macaire III
Macaire III (arabe : مكاريوس الثالث), né le 18 février 1872 à El-Mahalla El-Kubra en Égypte et mort le 31 août 1945 au Caire, est un religieux et ecclésiastique égyptien. Il est le 114e successeur de saint Marc, pape et patriarche d'Alexandrie de l'Église copte orthodoxe en Égypte et en Éthiopie, en fonction entre 1944 et 1945.

## Biographie
Métropolite d'Assiout en Égypte, il est élu pape de Église copte orthodoxe en 1944. Il est le second métropolite à devenir pape dans l'histoire de l'Église copte orthodoxe, après son prédécesseur immédiat le pape Jean XIX.
Son élévation au patriarcat créé alors des dissensions avec le secrétaire du Conseil général de la Congrégation (Elmagles Elmelly Ela'am) de l'église Copte, Habib Elmasry, dont la fille et historienne, Iris Habib Elmasry retrace les incidents dans son livre sur l'histoire de cette église.
Durant son court pontificat, il n'ordonne aucun évêque ni métropolite.